# Pedro Amaral
Pour les articles homonymes, voir Amaral.
Pedro Amaral, né à Lisbonne, le 30 janvier 1972, est un compositeur et chef d'orchestre portugais. 
Il est directeur artistique et chef d'orchestre principal de l'Orquestra Metropolitana de Lisboa (pt).

## Biographie

### Études musicales
Il a commencé ses études en composition comme élève privé de Fernando Lopes-Graça, en 1986, tandis qu'il poursuivait sa formation musicale générale à l'Institut grégorien de Lisbonne (pt). Il est ensuite admis au Conservatoire supérieur de Lisbonne (pt) (1991/94) où il complétera le cursus de composition dans la classe de Christopher Bochmann.
Pedro Amaral s'installe alors à Paris, où il étudie avec Emmanuel Nunes au Conservatoire national supérieur de musique de Paris. Quatre années plus tard, il a complété son cycle de formation, avec un Premier Prix en Composition à l'unanimité du jury[réf. nécessaire].
Il a étudié la direction d'orchestre avec Péter Eötvös (masterclasses au Eötvös Institute, 2000) et Emilio Pomàrico, en tant qu'élève privé, suivant ses cours à la Scuola Civica de Milan pendant l'année 2001[réf. nécessaire].

### Études universitaires
Parallèlement à sa formation pratique, Pedro Amaral poursuivit des études universitaires à l'École des hautes études en sciences sociales, à Paris. Il y obtiendra un DEA en musicologie du XXe siècle, avec un mémoire sur Gruppen de Karlheinz Stockhausen (1998) et, plus tard, un Doctorat avec une thèse consacrée à Momente (en) et la problématique de la forme dans la musique sérielle (2003). Sur cette analyse, K. Stockhausen déclare au Monde de la musique (en septembre 2003) : « C'est un ouvrage excellent, qui m'a appris beaucoup de choses »[réf. incomplète]. Peu après, Stockhausen l'invite à devenir son assistant pour plusieurs projets[réf. nécessaire].
Ses études universitaires l'ont mené à développer une activité dans le domaine de la musicologie et, depuis 2007, Pedro Amaral devient professeur à l'Université d'Évora, où il enseigne la Composition, l'Orchestration et les Esthétiques Contemporaines.

### LaconnexionIrcam
Pendant son premier séjour à l'IRCAM, dans le cadre du Cursus de composition et d'informatique musicale, en 1998/99, il compose Transmutations, pour piano et électronique en temps réel, dont la première a lieu à Paris en 1999. L'œuvre est ensuite choisie pour représenter le Portugal dans la Tribune internationale des compositeurs de l'UNESCO étant diffusée, par la suite, par des stations de radio à travers le monde entier[réf. nécessaire]. À la fin 2001, la même pièce représente une deuxième fois le Portugal, dans le cadre du Festival World Music Days (en) à Yokohama, au Japon[réf. nécessaire]. Toujours dans la même année, la ville de Porto, Capitale européenne de la culture 2001, lui commande Organa, pour ensemble et électronique en temps réel ad libitum, dont la partie technique fut également développée dans les studios de l'IRCAM. En 2003/2004, Pedro Amaral retourne une troisième fois à l'Institut en tant que Compositeur en recherche. Il y compose alors la deuxième version de Script, pour percussion et électronique en temps réel.

### Résidences artistiques
Pedro Amaral a été Compositeur en résidence à la Herrenhaus Edenkoben, en Allemagne, à la Villa Medici, à Rome (ancien Prix de Rome), et au Palazzo Lenzi, à Florence, en Italie[réf. nécessaire].

### Répertoire
Son répertoire en tant que chef d'orchestre inclut les œuvres de Musique mixte (ensemble instrumental et moyens électroniques), l'opéra contemporain et, en particulier, la musique de Stockhausen qu'il a dirigé avec de différents orchestres, chœurs et ensembles dans plusieurs pays d'Europe,, et d'Amérique du Sud.
Dans le domaine du grand répertoire orchestral, Pedro Amaral développe une activité d'interprète, dirigeant trois dizaines de concerts par saison, avec un répertoire qui s'étend du Classicisme viennois à la contemporanéité. L'intégrale, en quatre jours consécutifs, des symphonies de Beethoven, plusieurs fois répétée en 2016, a été un projet particulièrement important.

### Fonctions
Pedro Amaral est, depuis 2007, professeur à l'Université d'Évora. Il a été chef principal à l'orchestre du Conservatoire national de Lisbonne (pt) (2007/08) et du Sond’Arte Electric Ensemble (2007/2010). En 2013 il a été nommé Directeur artistique de l'Orquestra Metropolitana de Lisboa (pt) devenant, en 2018, son chef principal.

## Œuvres
- ...Textos, Paráfrases, Perspectivas..., pour ensemble instrumental, 1994 (première version), 1996 (deuxième version). Dédicace à Miguel Azguime (pt). Durée: 18 minutes. Première (version initiale): Gulbenkian/Acarte, 31 janvier 1994, ensemble d’étudiants sous la direction de Pedro Amaral. Première (deuxième version) : Munich, Ensemble Piano Possibile, Carl Christian Bettendorf. Enregistrements: CNSM, Ensemble Alternance, Annick Minck (1997) ; Gulbenkian UK, London Sinfonietta, Pedro Amaral (2006).
- Réflexes I, pour basson solo et électronique en temps réel, 1996. Dédicace à Pascal Gallois. Durée: 21 minutes. Première : Rencontres Gulbenkian de musique contemporaine, 14 mai 1999, Pascal Gallois. Enregistrements : CNSM, Lionel Bord (1997). Œuvre retirée du catalogue en attente de révision.
- Réflexes III, pour orchestre. Commande : Fondation Calouste-Gulbenkian, 1999. Durée: 12 minutes. Première : Rencontres Gulbenkian de musique contemporaine, 14 mai 1999, Orchestre Gulbenkian, Luca Pfaff. Œuvre retirée du catalogue en attente de révision.
- Spirales, pour orchestre de chambre, 1998. Durée : 9 minutes. Première : Rencontres Gulbenkian de musique contemporaine, 9 mai 1998, Ensemble Futures Musiques, Les Percussions de Strasbourg, Alain Bancquart. Enregistrements: Gulbenkian UK, London Sinfonietta, Pedro Amaral (2006).
- Anamorphoses - passacaglia pour orchestre, pour orchestre. Commande : Festival international de musique de Macau (pt), 1998 (version originale), 2018 (révision). Dédicace à Emmanuel Nunes. Durée : 20 minutes. Première (version originale) : Festival international de musique de Macau, 20 octobre 1999, Orchestre Gulbenkian, Muhai Tang.
- Transmutations, pour piano et électronique en temps réel, 1999. Dédicace à Marta Amaral. Durée : 18 minutes. Première : Saison IRCAM, Paris, 29 septembre 1999, Jean-Marie Cottet, technique IRCAM.
- Transmutations pour deux pianos, pour deux pianos. Inédite.
- Transmutations pour orchestre, pour orchestre. Commande : ville de Matosinhos, 2007. Dédicace à Manuel Dias da Fonseca. Durée : 23 minutes. Première : Lisbonne, Saison Gulbenkian, 19 avril 2012, Orchestre Gulbenkian, Lionel Bringuier.
- Organa, pour ensemble instrumental et électronique en temps réel ad libitum. Commande : Porto, Capitale européenne de la culture 2001 / Festival Música Viva, 2001. Dédicace à Péter Eötvös. Durée: 15 minutes. Première : Porto, 6 avril 2001. Ensemble Recherche, Johannes Kalitzke (en). Enregistrements : Gulbenkian UK, London Sinfonietta, Pedro Amaral (2006).
- Quatuor n. º1, quatuor à cordes. Commande : Fondation Calouste-Gulbenkian, 2003. Dédicace à Barbara et Konrad Stahl. Durée : 25 minutes. Première : 28 mai 2003, Lisbonne, Saison Gulbenkian, Quatuor Parisii[9].
- Pagina Postica, pour quatuor à cordes et électronique en temps réel. Commande : Miso Music Portugal, 2008. Durée : 25 minutes. Première : Oxford, 26 avril 2008, Oxford Contemporary Music Season, The Smith Quartet. Enregistrements : Miso Records[10].
- Script, pour percussion et électronique en temps réel. Commande : ville de Matosinhos, 2003 (version initiale), 2006 (deuxième version). Durée: 26 minutes. Première (version initiale) : 18 septembre 2003, Festival Música Viva,	Coimbra, Pedro Carneiro, Miso Studio. Première (deuxième version) : 27 avril 2006, saison IRCAM, Paris, Pedro Carneiro, technique IRCAM. Œuvre retirée du catalogue en attente de révision.
- Os Jogadores de Xadrez, pour chœur et percussions. Texte : Fernando Pessoa/Ricardo Reis. Commande : Fondation Calouste-Gulbenkian, 2004. Durée : 22 minutes. Première: 6 décembre 2004, Gulbenkian, Lisbonne, Chœur Voces Caelestes, Pedro Amaral.
- Densités, pour cinq instruments (clarinette, trompette, piano, violon et violoncelle). Commande : Westdeutscher Rundfunk, 2005. Dédicace à Pierre Boulez. Durée: 23 minutes. Première : 23 avril 2006, Journées de Witten pour la nouvelle musique de chambre (de), Witten, Ensemble intercontemporain.
- Paraphrase, pour orchestre de chambre. Commande : Fondation Calouste-Gulbenkian, 2006. Durée : 17 minutes. Première : 25 février 2006, Queen Elizabeth Hall, Londres, London Sinfonietta, Péter Eötvös.
- Étude I - Sur la permanence du geste, pour mezzo-soprano (ou clarinette, ou alto) et piano. Commande : Ensemble SeicentoNovecento, 2005. Durée : 6 minutes. Première : 21 juin 2005, Villa Lante, Rome, Antonio Giovannini (contraltista), Francesco Quattrocchi (pianoforte playel).
- Étude II - Sur les colorations, pour ensemble instrumental, 2007. Dédicace : Jane Williams et Miguel Santos. Durée : 7 minutes. Première : 19 juin 2009, Saison Música Viva Lisbonne, Grupo de Música Contemporânea de Lisboa, Pedro Amaral.
- Lenzi, pour alto solo, 2006. Dédicace : Christophe Desjardins. Durée : 12 minutes. Première : 12 février 2006, Palazzo Lenzi, Florence, Christophe Desjardins. Œuvre retirée du catalogue en attente de révision.
- Luminescences, pour alto et cinq instruments (clarinette, trompette, trombone, piano, contrebasse). Commande : Ministère de la Culture/Grame, 2006. Dédicace : Christophe Desjardins. Durée : 12 minutes. Première : 11 mars 2006, Biennale Musiques en Scène, Lyon, ensemble instrumental du Conservatoire de Genève, Christophe Desjardins. Œuvre retirée du catalogue en attente de révision.
- Abstract, pour hautbois (version disponible pour clarinette). Commande : Casa da Música, 2006. Dédicace : Pierre Chevalier. Durée : 9 minutes. Première : 24 septembre 2006, Festival Musica de Strasbourg, soliste du Remix Ensemble : José Fernando Silva.
- O Sonho, opéra de chambre pour 3 sopranos, 3 barytons et ensemble instrumental. Commande : Fondation Calouste-Gulbenkian, 2009. Dédicace : Gabriela Rodrigues. Durée : 90 minutes. Première : 25 avril 2010, The Place, Londres ; sopranos : Carla Caramujo, Ângela Alves, Sara Braga Simões ; barytons : Jorge Vaz de Carvalho, Mário Redondo, Armando Possante ; acteur : Otelo Lapa ; mise en scène : Fernanda Lapa ; éclairagiste : Margarida Moreira ; London Sinfonietta, Pedro Amaral[11],[12].
- Deux portraits imaginaires, pour ensemble ou orchestre. Commande : Casa da Música, 2013. Dédicace : Rachel Guilloux et Alain Bioteau. Durée : 15 minutes. Première (version pour ensemble) : 9 mars 2013, Tonhalle de Zurich, Remix Ensemble, Enno Poppe[13]. Première (version orchestrale) : 27 octobre 2016, Saison Gulbenkian, Orchestre Gulbenkian, Lawrence Foster (deux concerts à Lisbonne suivis d'un troisième, par les mêmes interprètes, à la Sala São Paulo (en), à São Paulo, Brésil[14],[15]).
- Scherzi, pour orchestre. Commande : Casa da Música, 2015. Dédicace : António Mega Ferreira. Durée : 20 minutes. Première : 10 avril 2015, Orchestre Symphonique de Porto Casa da Música, Takuo Yuasa[16].
- Beaumarchais, théâtre musical en cinq scènes et un épilogue. Commande : Fondation Calouste-Gulbenkian[17], 2017. Durée : 60 minutes. Première : 22 juin 2017, Théâtre national Dona Maria II ; chanteurs : Luís Rodrigues, José Bruto da Costa (Comte Almaviva), Carolina Figueiredo, Lucinda Gerhardt (Rosine), André Henriques, Tiago Gomes (Figaro), Joana Seara, Sara Afonso (Suzanne), Pedro Cachado, Manuel Gamito (Léon), Eduarda Melo, Filipa Passos (Florestine), Marco Alves dos Santos, Manuel Gamito (Bégearss), Manuel Rebelo, Pedro Casanova (Bartholo) ; compagnie théâtrale Mala Voadora, mise en scène : Jorge Andrade ; Orchestre Gulbenkian, Pedro Amaral.